# 国鉄R12形コンテナ
国鉄R12形コンテナ（こくてつR12がたコンテナ）は、日本国有鉄道（国鉄）が1967年（昭和42年）に製造した、鉄道輸送用一種規格（約11 ft）冷蔵コンテナである。

## 概要
R12形は、1967年（昭和42年）度にクレーン荷役（下吊り）対応冷蔵コンテナとして50個（1 - 50）が富士重工業にて製作された。
基本的構造は前級であるR11と同一であるが、本形式は枝肉輸送用に特化させ室内に140個の吊り下げ用フックを装備した。この為外観から両コンテナの識別は困難である。吊り下げ用フックは7個ずつ20本の吊棒に取り付けられ使用した。また枝肉輸送以外にも使用出来るよう室内には2段の棚も準備された。
扉位置は、片側妻面の1か所のみで塗装は白色である。寸法関係は全長3,327.9 mm、全幅2,350.6 mm、全高2,350.2 mm、荷重5 t、自重1.8 t、容積10.2 m3である。
1976年（昭和51年）度に最後まで使用された12個が廃止され形式消滅した。